# Ничипорчик, Андрей Владимирович
Андрей Владимирович Ничипорчик (бел. Андрэй Уладзіміравіч Нічыпорчык; 17 октября 1987, Поставы, Витебская область, Белорусская ССР, СССР — 19 мая 2021, Барановичи, Брестская область, Белоруссия) — белорусский военный лётчик, гвардии майор. Герой Беларуси (2021), лётчик первого класса.

## Биография
Родился 17 октября 1987 года в Поставах в семье военного лётчика-снайпера Владимира Ничипорчика. Отец 33 года своей жизни посвятил небу. Он занимался формированием пилотажной группы ВВС и войск ПВО «Белая Русь». Мама – учитель в начальной школе. Будущий герой с детства мечтал стать лётчиком.
В третьем классе Андрей поступил в девятую лидскую школу. Представлял учебное заведение на различных спортивных соревнованиях, хорошо знал английский язык. В 2005 году окончил её. Затем будущий летчик поступил на авиационный факультет Военной академии Республики Беларусь.
С 2016 года служил инструктором – готовил к полётам на Як-130 молодых пилотов. С 2017 года принимал участие в воздушных парадах, демонстрационных полётах. Неоднократно участвовал в учениях и международных конкурсах в Беларуси и за рубежом. За свою службу освоил Як-52, Л-39, Су-25, Як-130.

## Гибель
19 мая 2021 года вместе со своим подчинённым лётчиком лейтенантом Никитой Куконенко выполняли над городом учебно-тренировочный полёт. Экипаж Як-130 (борт 74) обнаружил техническую неисправность. Их машина резко пошла вниз, и её начало крутить. Были моменты, когда самолёт возобновлял на секунду управление, но потом пилоты снова теряли контроль над ситуацией. Диспетчер несколько раз говорил пилотам катапультироваться. Пилоты стремились увести самолёт от населённого пункта и, убедившись, что траектория падения находится вне жилых домов, лётчики попытались катапультироваться, однако из-за недостаточной высоты они погибли. В 12:33 самолёт упал возле двухэтажек в районе улицы Розы Люксембург, повредив три дома.
Похоронен в Лиде.

## Награды и звания
- Герой Беларуси (24 ноября 2021 года, посмертно) — за мужество и героизм, проявленные при исполнении воинского долга (Указ Президента Республики Беларусь от 24.11.2021 № 457)[4][5][6].
- Медаль «За безупречную службу» III степени — за образцовое исполнение служебных обязанностей[1].

## Память
- В конце декабря 2021 года Барановичский городской Совет депутатов принял решение «О присвоении наименований», согласно которому одной из улиц в Барановичах было присвоено имя Героя Беларуси Майора Андрея Ничипорчика (бел. вуліца Маёра Нічыпорчыка)[7].
- Имя А. В. Ничипорчика присвоено пионерской дружине средней школы № 14 города Лиды[8].
- В Музее партизанской славы при Застаринской библиотеке-клубе (д. Застаринье Барановичский район) оформлен уголок, посвящённый Героям Беларуси[9].
- 20 мая 2022 года в Барановичах по случаю первой годовщины со дня трагедии был открыт мемориал в честь погибших лётчиков-героев Андрея Ничипорчика и Никиты Куконенко[10]. В церемонии открытия принял участие министр обороны Республики Беларусь Виктор Хренин[11][12].
- Мемориальная доска на доме в Лиде, где жил Андрей Ничипорчик[13].
- В Лиде имя Андрея Ничипорчика присвоено средней школе № 9 — ГУО «Средняя школа № 9 г. Лиды имени А. В. Ничипорчика»[14][15].
- Мемориальная доска в честь Андрея Ничипорчика открыта на здании ГУО «Средняя школа № 9 г. Лиды имени А. В. Ничипорчика»[16].
- Пионерской дружине ГУО «Средняя школа № 13 в г. Барановичи» присвоено имя лётчиков-героев Беларуси Н. Б. Куконенко и А. В. Ничипорчика (2022)[17].
- Имя Героя носит пионерская дружина средней школы № 14 г. Лиды.
- Земля с мест гибели трёх белорусских лётчиков будет храниться в Крипте Национального мемориального комплекса Храма-памятника в честь Всех Святых и в память о жертвах, спасению Отечества нашего послуживших[18].
- 17 мая 2024 года в Барановичах открыта мемориальная доска в честь лётчиков-героев Андрея Ничипорчика и Никиты Куконенко. Размещена на доме, который находится на пересечении улиц, названных именами лётчиков-героев[19].
- Художественный фильм "Одно на двоих", посвящённый подвигу Героев Беларуси — военных летчиков майора А. Ничипорчика и лейтенанта Н. Куконенко[20] (киностудия — Беларусьфильм).

## Личная жизнь
У погибшего пилота осталась жена, двое маленьких сыновей и дочка. Старшему сыну шесть (Алексей), дочери четыре, самому младшему сыну – полтора года (по состоянию на май 2021 года).